# Rhin d'acier
Le Rhin d'acier (IJzeren Rijn en néerlandais, Eiserner Rhein en allemand) est une ligne de chemin de fer affectée au transport de marchandises reliant le port d'Anvers (Belgique) à Mönchengladbach (Allemagne) via Neerpelt en Belgique  et  traversant le territoire néerlandais par Weert et Ruremonde (48,2 km).
Sa réactivation vise à créer un itinéraire ferroviaire performant, parallèle à celui de la ligne de la Betuwe qui relie directement le port de Rotterdam, concurrent d'Anvers, à la région de la Ruhr.

## Historique

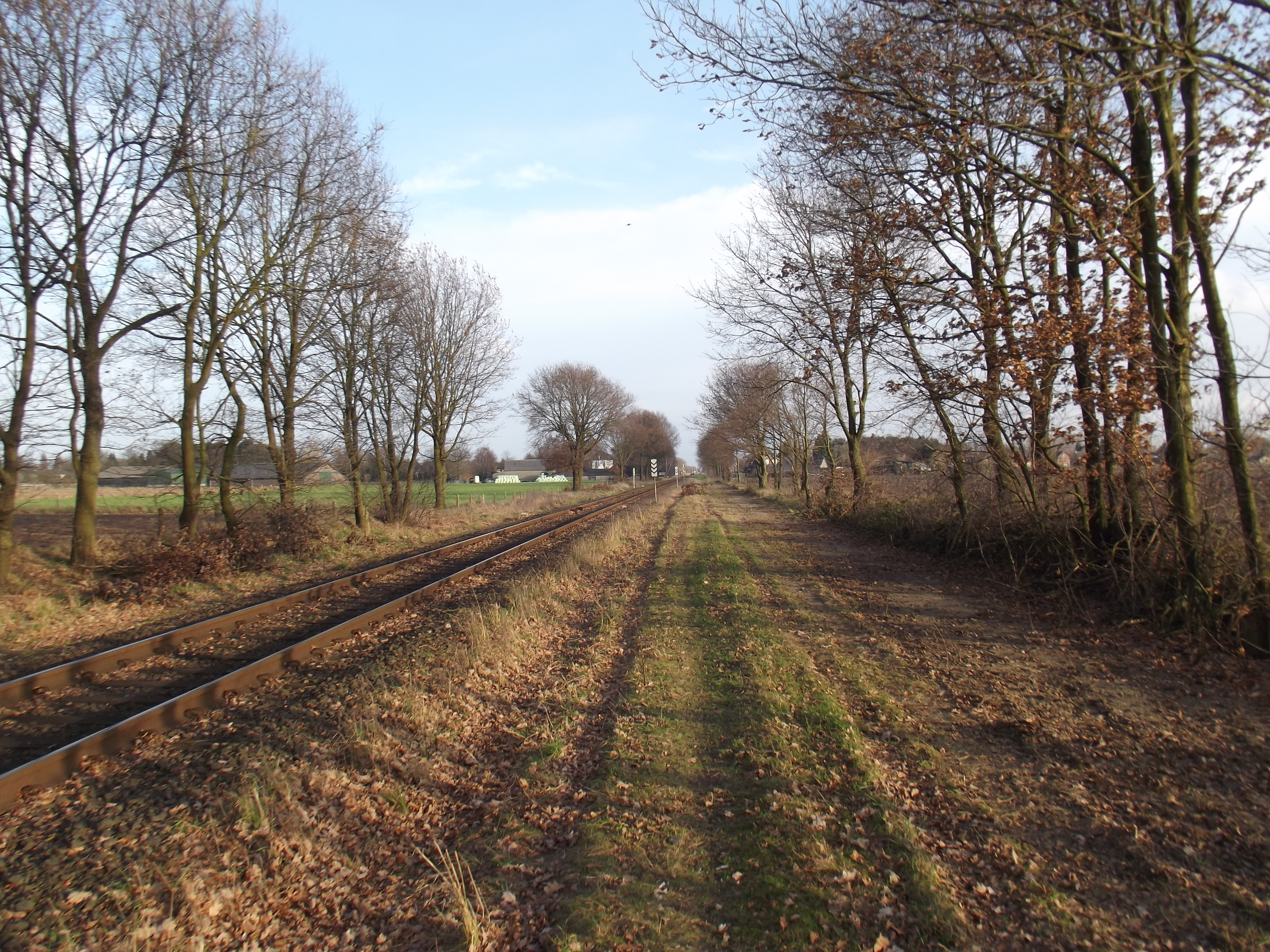
La ligne entre Hamont et Budel. On voit qu'elle fut autrefois à double voie.

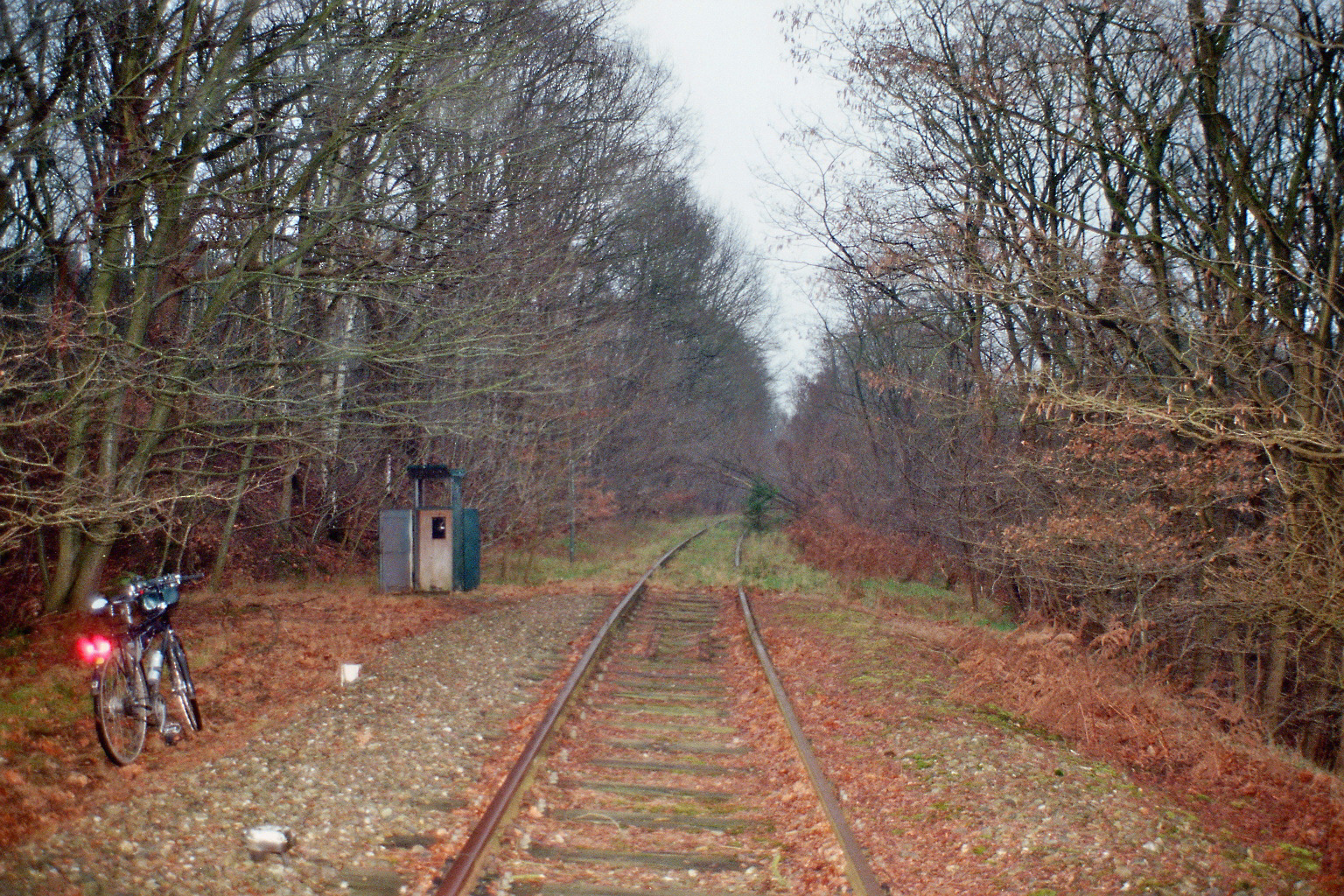
La ligne à la frontière germano-néerlandaise

Le traité de Londres de 1839 entre les Pays-Bas et la Belgique entérina l'indépendance de cette dernière. Il reconnut à la Belgique le droit d'établir une liaison terrestre (route ou canal) entre Sittard et la frontière prussienne en traversant le territoire néerlandais, le financement devant être assuré par des fonds belges.
Ce droit fut ultérieurement confirmé par le traité du Rhin d'acier de 1873. À l'origine, les Belges projetèrent de creuser un canal, mais finalement ils optèrent pour une ligne ferroviaire.
La construction du Rhin d'acier commença en 1868 et les premiers trains circulèrent en 1879. Le trafic fut intense au début, puis il déclina progressivement, surtout après la Première Guerre mondiale quand fut ouverte la Ligne 24 qui passait uniquement par la Belgique et, en raison de son statut de ligne stratégique construite par les Allemands était plus moderne et adaptée aux trains lourds. Paradoxalement, cette ligne était envisagée depuis 1897 par la Belgique pour contourner le Rhin d'acier et d’autres lignes dans l'intérieur du pays.
Elle est désormais reprise par les lignes suivantes :
- ligne 15 (Infrabel) entre Anvers et Mol
- ligne 19 (Infrabel) entre Mol et la frontière hollandaise
- ligne Budel - Vlodorp entre la frontière hollandaise et la frontière allemande
- ligne Rheydt - Dalheim entre la frontière allemande et Rheydt, près de Mönchengladbach

Actuellement la ligne n'est plus utilisée que partiellement :
- la ligne 15 reçoit un trafic intense de voyageurs ainsi que des trains de marchandises
- la ligne 19 n'était parcourue par des voyageurs que jusque Neerpelt mais elle a rouvert entre Neerpelt et Hamont (près de la frontière) en 2014
- le reste de la ligne 19 n'est parcouru que par quelques trains de marchandises entre Anvers et l'usine de zinc de Budel ainsi qu'entre Budel et Weert. Au moins un train par semaine utilise cette ligne entre Hamont et Weert de manière à la garder officiellement en service.
- Le tronçon Weert – Ruremonde (nl), qui fait partie du réseau Intercity néerlandais, est parcouru quotidiennement par de nombreux trains de voyageurs.
- Entre Ruremonde et la frontière allemande, la ligne est fermée à tout trafic depuis 1991.
- Des trains régionaux et une desserte marchandises parcourent la ligne Dalheim - Rheydt, Dalheim est actuellement une gare en impasse

## Réouverture

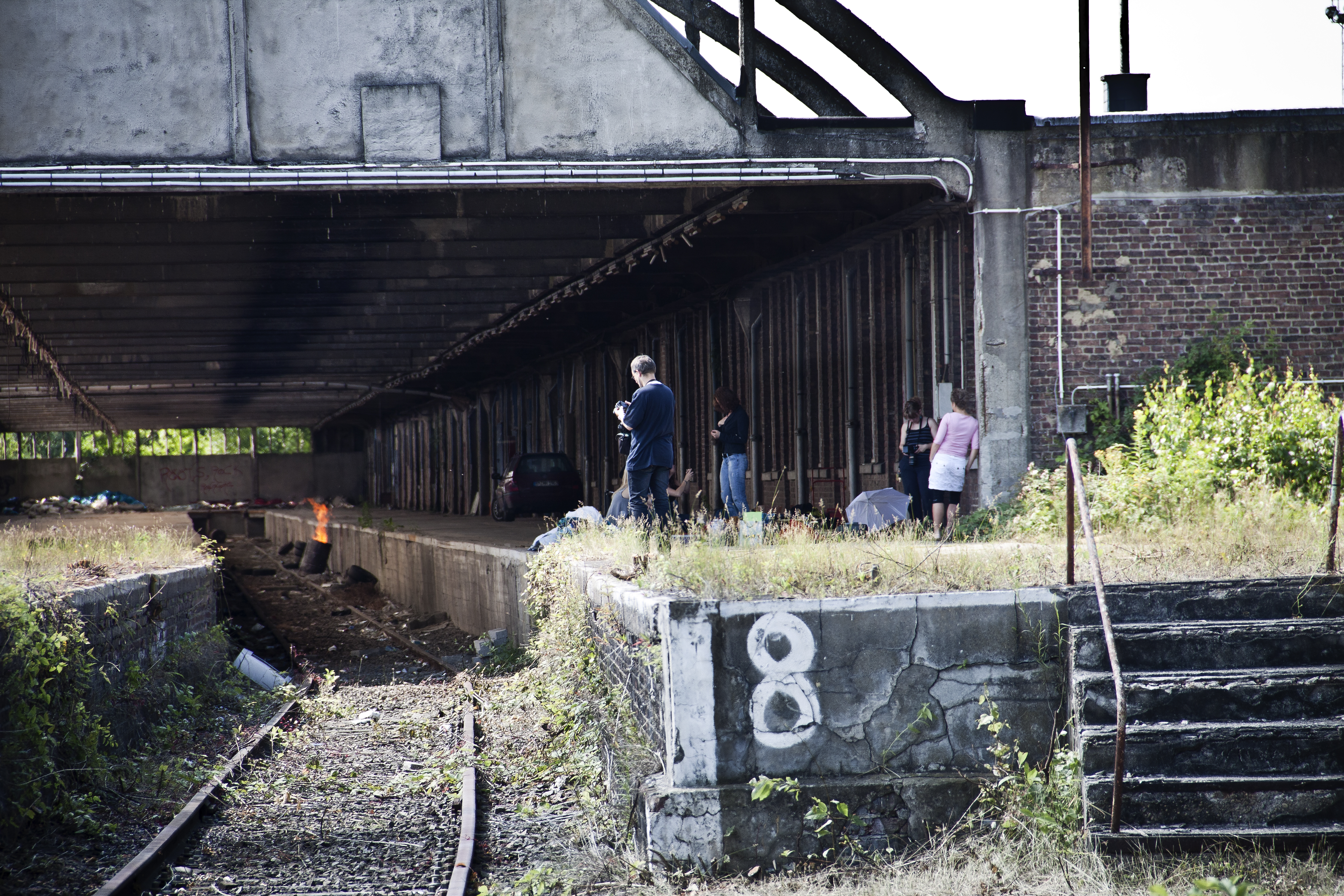
Gare de Montzen en 2012.

En 2004, la Belgique a demandé la réouverture du Rhin d'acier pour faire face à la croissance du trafic de marchandises entre le port d'Anvers et la région de la Ruhr en Allemagne. Cette demande s'inscrit naturellement dans la politique européenne de transfert modal qui vise à limiter la croissance du trafic de marchandises par route et à en transférer une part significative vers la voie ferrée et la voie fluviale.
Actuellement le trafic de marchandises à destination de l'Allemagne passe par l'itinéraire de Montzen, plus au sud. Cet itinéraire est insuffisant tant par manque de capacité, à cause de l'important trafic de voyageurs qui l'emprunte, que par son profil marqué par de fortes rampes qui posent problème pour la circulation des trains lourds.
La demande belge s'appuie sur le traité de 1839, et sur le traité du Rhin d'acier de 1873. Les opposants au projet mettent en avant le fait que la ligne traversera le parc national De Meinweg, et les écologistes craignent la destruction de l'habitat de plusieurs espèces menacées.

Sur le plan juridique, ils invoquent le fait que le traité de 1873 accordait à la Belgique une concession de 99 ans, qui a donc expiré fin 1972, et le fait que l'État belge a vendu au gouvernement des Pays-Bas le tronçon de ligne qui traverse ce pays.
Après l'échec d'une série de négociations, les deux gouvernements se sont entendus pour saisir la Cour permanente d'arbitrage et s'en remettre à sa décision. Dans sa décision du 24 mai 2005, la Cour a reconnu à la fois les droits des Belges dans le cadre du traité de 1839 et les intérêts des Néerlandais  relativement à la réserve naturelle. En application du traité de 1839, confirmé par la Cour, les Belges ont le droit d'utiliser et de moderniser le Rhin d'acier. Toutefois, la Belgique doit financer la modernisation de la ligne, tandis que les Pays-Bas doivent en supporter les charges de réparations et de maintenance. Les deux pays devront se partager le coût de construction d'un tunnel sous la réserve naturelle.
Le 11 mai 2007 on a appris par la presse flamande que la Région wallonne avait marqué son opposition à la réouverture du Rhin d'Acier, car selon elle la réduction du trafic sur la ligne de Montzen serait nuisible à l'emploi en région liégeoise.
En 2018, les passages à niveau de la portion abandonnée en territoire hollandais ont été déferrés, mais une option reste à l'étude, consistant à faire passer les trains par les lignes toujours en usage Ruremonde – Venlo et Venlo – Mönchengladbach[réf. souhaitée]. Cette solution présenterait les mêmes avantages que le tracé historique, mais à moitié prix.
En Belgique, la section de Neerpelt à Hamont est réactivée pour le trafic voyageurs en 2014 et électrifiée en courant 3 000 V continu en 2021,. Le prolongement vers Weert de la desserte passagers est en projet ; cette réhabilitation pouvant représenter une étape en vue d'un retour des trains de fret vers l'Allemagne. Afin de ne pas introduire de changement de tension électrique ni de contraindre le trafic de la ligne d'Eindhoven à Weert, le pont sur le Zuid-Willemsvaart recevra une troisième voie.

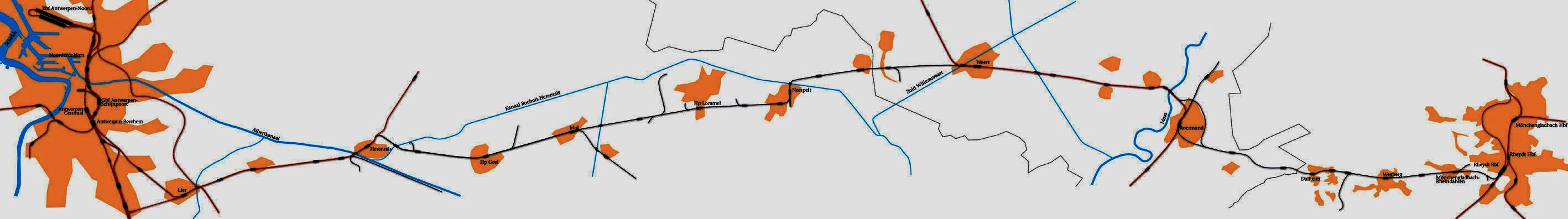
Carte du Rhin d'acier